# 1828 Kashirina
Az 1828 Kashirina (ideiglenes jelöléssel 1966 PH) a Naprendszer kisbolygóövében található aszteroida. Ljudmila Csernih fedezte fel 1966. augusztus 14-én.